# Strehla

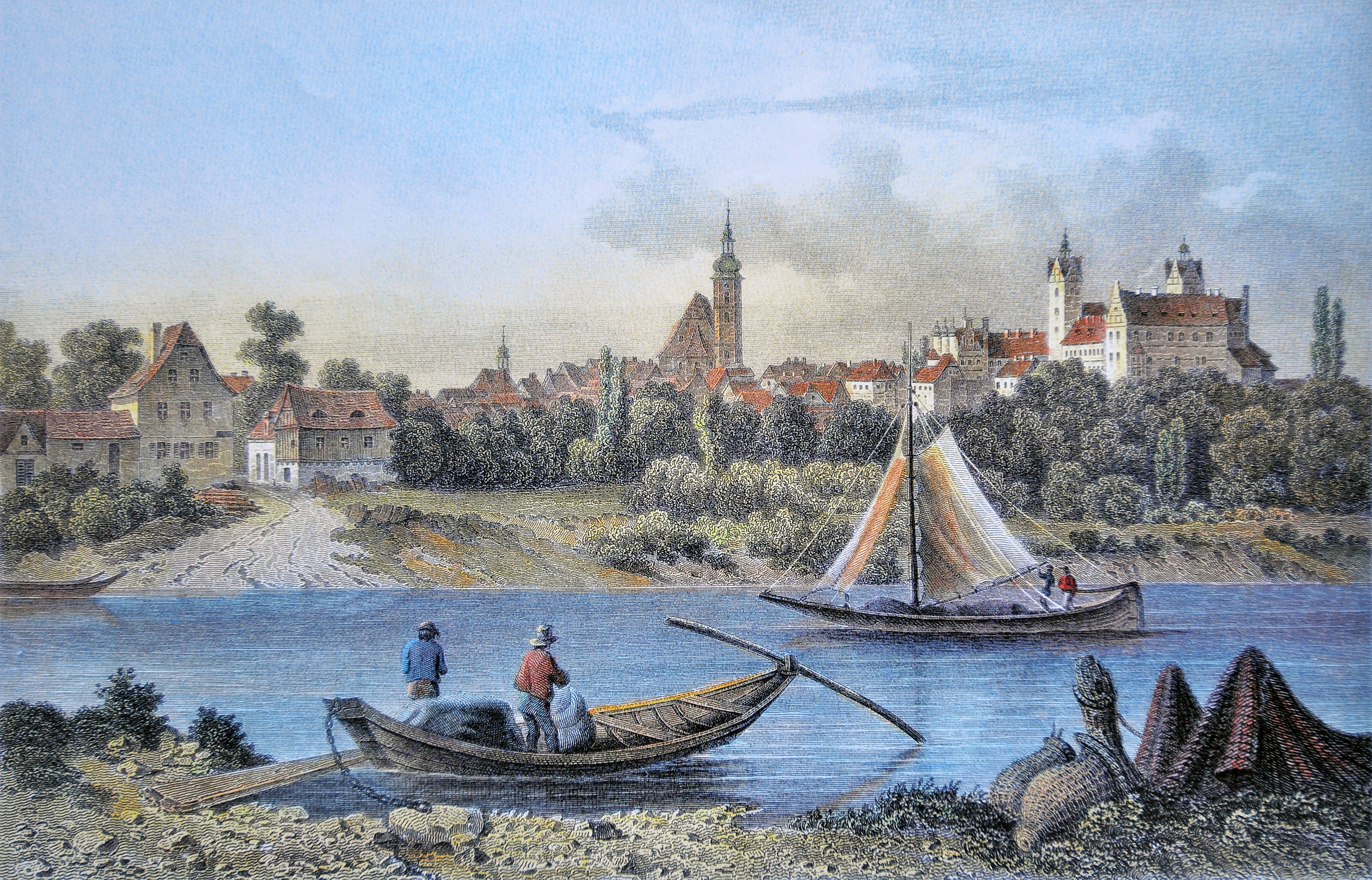
Fischer von Lorenzkirch im Jahr 1850 mit ihren Reusen, jenseits der Elbe liegt die Stadt Strehla.
(Kolorierter Stahlstich)

Strehla ist eine charakteristisch mittelalterlich geprägte Kleinstadt im Landkreis Meißen in Sachsen. Sie liegt an der Elbe nördlich von Riesa. Der Name kommt vom altsorbischen strěla und bedeutet „Pfeil“ oder möglicherweise „Wasserarm“.

## Ortsgliederung
Strehla besteht aus den Ortsteilen Forberge, Görzig, Trebnitz, Großrügeln, Lößnig, Paußnitz, Oppitzsch und Unterreußen (Stand 2014). Paußnitz und Lößnig kamen 1994 nach der Verwaltungsreform als Ortsteile hinzu.

## Geschichte

### Erster Nachweis und Entwicklung
Strehla wurde 1002 zum ersten Mal urkundlich erwähnt. Es lag an der Hohen Straße, die Handelsstraße („Alte Salzstraße“) und gleichzeitig Jakobsweg von Görlitz nach Santiago de Compostela war (siehe Abschnitt Straßen). Frühzeitig wurde der Flussübergang durch eine Burg gesichert, die nur einen Pfeilschuss von der Furt entfernt war.
Die Herren von Strehla (Strele) werden den Nachfahren Widukinds zugerechnet. Als Ritter von Strele wurden sie in der Lausitz bekannt, als sie ab Beginn des 13. Jahrhunderts vom Markgraf Konrad mit den Herrschaften Storkow und Beeskow belehnt wurden und in den nächsten zweihundert Jahren zahlreiche weitere Burgen, Siedlungen und Städte besaßen. Die Herren von Torgau waren vor 1383  Grundherren von Strehla (Dahlen u. Nerka). Die angesessene Familie von Strele starb 1384 aus.
Die Stammburg Strehla gehörte seit der Zeit der Renaissance bis 1945 der Familie von Pflugk.
Im Rahmen des Siebenjährigen Krieges fand in der Nähe des Ortes am 20. August 1760 das Gefecht bei Oschatz zwischen preußischen Truppen und der Reichsarmee statt.

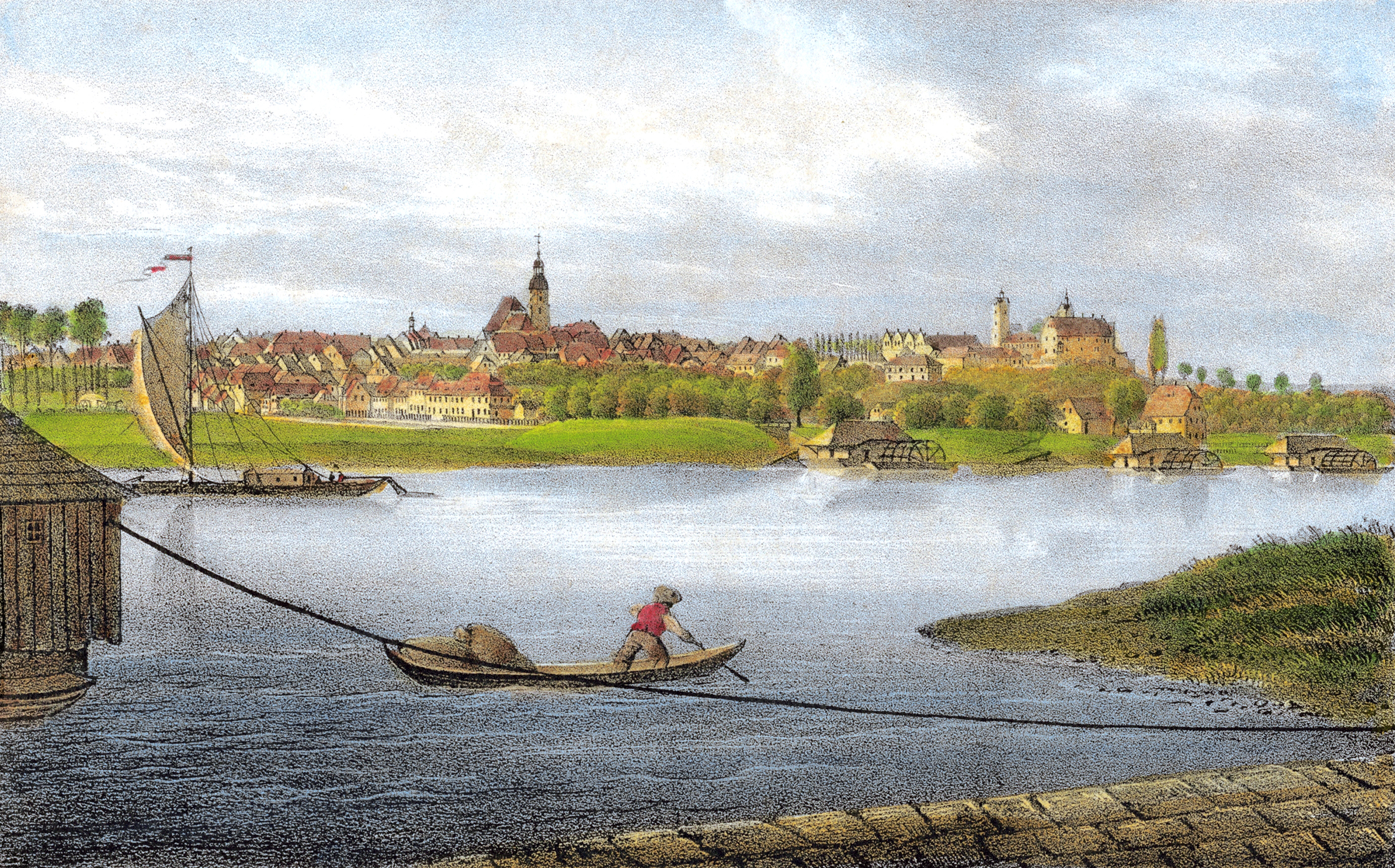
Links Schiffmühlen auf der Elbe bei Lorenzkirch und Strehla um 1840

Die Bewohner des Ortes lebten überwiegend von der Landwirtschaft, vom Fischfang, sowie vom Salzhandel, weil durch den Ort die Salzstraße führte.
Im Jahr 1897 konnte in Strehla das erste kommunale Schulgebäude in Betrieb genommen werden.

### Kriegsende 1945
Gegen Ende des Zweiten Weltkriegs stand im Gebiet zwischen Mulde und Elbe im April 1945 das  XXXXVIII. Panzerkorps der 12. Armee der Wehrmacht. Der Oberbefehlshaber der 12. Armee, General Walther Wenck, befahl am 20. April 1945, das gesamte Korps abzuziehen. Um den Rückzug versprengter deutscher Soldaten mit ihren Einheiten zu ermöglichen, sprengte die Wehrmacht am 22. April eine mit über 400 Flüchtlingen besetzte Notbrücke über die Elbe.
Ab 24. April 1945 begannen US-Truppen, Aufklärungspatrouillen in die nun „wehrmachtsfreie Zone“ zu schicken. Am 25. April 1945 erreichten Patrouillen des 273. Infanterieregiments der 69. Division der US Army von der Mulde aus die Elbe bei Strehla und Torgau.
Die erste Begegnung US-amerikanischer und sowjetischer Truppen auf deutschem Boden fand am 25. April 1945 um 12.00–13.00 Uhr auf den Elbwiesen bei Lorenzkirch statt (und nicht, wie oft behauptet, bei der 30 km flussabwärts an der Elbe gelegenen Stadt Torgau). Albert Kotzebue, Leutnant des 273. Infanterieregiments der 69. Division V. Korps, 1. US-Armee, überquerte mit drei Männern seines fünfköpfigen Aufklärungstrupps (unter ihnen der Soldat und spätere Friedensaktivist Joseph „Joe“ Polowsky) bei Strehla im Boot die Elbe. Sie begegneten dort dem russischen Oberstleutnant Alexander Gordejew, Kommandeur der Vorausabteilung des sowjetischen Garde-Schützen-Regiments 175. Das Treffen in Lorenzkirch wurde weder protokolliert noch veröffentlicht.
Ebenfalls am 25. April 1945 um 13.30 Uhr kam es in Kreinitz bei Strehla an der Elbe zur zweiten Begegnung der amerikanischen Kotzebue-Patrouille mit Oberstleutnant Alexander Gordejew. Dieses Treffen wurde auf russischer Seite als erste Begegnung protokolliert; am nächsten Tag wurden für die Medien inszenierte Bilder hergestellt.
Um 15.30 Uhr traf eine amerikanische Patrouille (bestehend aus William Robertson, Frank Huff, James McDonnell und Paul Staub) in Torgau auf sowjetische Soldaten. 2nd Lieutenant Robertson und seine Männer wurden auf der zerstörten Elbebrücke von Leutnant Alexander Silwaschko und sowjetischen Soldaten freudig empfangen. Am 26. April 1945 wurde dort die erste Begegnung von Soldaten der USA und UdSSR für die Kameras nachgestellt.
Der Elbe Day am 25. April ist seitdem ein Gedenktag des Zweiten Weltkriegs.

### 1945 bis 1990
In den 1960er Jahren entstanden im Ort eine Jugendherberge, ein Tierpark, ein Freibad sowie viele Sporteinrichtungen. Aufgrund der Lage am Elbufer wurde er zu einem Naherholungsgebiet. Die 1891 in Betrieb genommene Schmalspurbahn Oschatz-Strehla wurde 1972 stillgelegt. Zu Beginn des 21. Jahrhunderts enthüllte die Stadt zur Erinnerung daran ein Denkmal am ehemaligen Bahnhofsgelände. 1972 wurde auch die katholische St.-Hedwigs-Kapelle eingeweiht, sie gehörte zur Pfarrei Riesa und wurde 2016 wieder geschlossen.
Am 1. Juli 1950 wurde die bis dahin eigenständige Gemeinde Görzig eingegliedert.
Im Stadtzentrum blieben die meisten mittelalterlichen Wohnhäuser erhalten und die DDR-Regierung stellte das Ensemble im Jahr 1978 unter Denkmalschutz.
Die allgemeine Unzufriedenheit mit dem Stillstand der Entwicklung führte auch in Strehla 1989 zu Unruhen.

### Seit 1990
Mitte der 1990er Jahre begannen in Strehla Sanierungs- und Restaurierungsarbeiten: Unter anderem wurden Wohnhäuser rund um den Markt denkmalgerecht wieder hergestellt, die Stadtkirche erhielt eine neugegossene Glocke, das Seniorenheim wurde erweitert und das Stadtbad wurde ein Erlebnisbad. Die ehemalige Schlossgärtnerei wurde zu einem öffentlichen Park und 2004–2006 noch einmal umgestaltet.
Die Elbflut 2002 verschonte auch Strehla nicht und ihre Spuren mussten beseitigt werden. Darüber hinaus ließ die Stadtverwaltung ein Jugend- und Freizeithaus sowie ein Feuerwehrhaus errichten. Im Jahr 2009 eröffnete das erste Heimatmuseum seine Pforten.

### Eingemeindungen
| Ehemalige Gemeinde bzw. Gutsbezirk          | Datum             | Anmerkung                                                              |
| ------------------------------------------- | ----------------- | ---------------------------------------------------------------------- |
| Strehla, Gutsbezirk Rittergut (mit Schloss) | um 1922           | Teileingliederung des selbstständigen Gutsbezirks in die Stadt Strehla |
| Kleinrügeln                                 | 1. April 1936     |                                                                        |
| Görzig                                      | 1. Juli 1950      |                                                                        |
| Großrügeln                                  | 1. Januar 1957    |                                                                        |
| Oppitzsch                                   | 1. September 1973 |                                                                        |
| Paußnitz                                    | 1. Januar 1994    |                                                                        |

| Ehemalige Gemeinde bzw. Gutsbezirk                                                      | Datum                                           | Anmerkung |
| --------------------------------------------------------------------------------------- | ----------------------------------------------- | --- |
| Forberge                                                                                | 1. September 1961                               | Eingemeindung (mit Ortsteil Oberreußen mit Vorwerk) nach Oppitzsch (später wird der Ort Oberreußen dem Ortsteil Unterreußen, das Vorwerk dem Ortsteil Forberge und die Ziegelei Forberge dem Ortsteil Oppitzsch angegliedert, die Gemarkungsgrenze der Gemarkung Forberge mit Oberreußen änderte sich dadurch nicht) |
| Görzig, Vorwerk/Rittergut (Gutsbezirk Rittergut Strehla)                                | um 1922                                         | Eingliederung als Bestandteil des selbstständigen Gutsbezirks Rittergut Strehla in die Gemeinde Görzig |
| Lößnig                                                                                  | 1. Juli 1950                                    | Eingemeindung nach Paußnitz |
| Lößnig, Gutsbezirk Rittergut                                                            | 1928                                            | Eingliederung des selbstständigen Gutsbezirks in die Gemeinde Lößnig |
| Oberreußen                                                                              | 1. Juli 1914 zwischen 15. Oktober 1923 und 1938 | Eingemeindung nach Gröba (gehört seit 1923 zu Riesa) Umgliederung des Ortsteils mit dem Vorwerk Gut Gröba (vormals Oberreußen) in die Gemeinde Forberge |
| Oberreußen, Vorwerk (seit 1914 Vorwerk Gut Gröba, Teil des Gutsbezirks Rittergut Gröba) | um 1922 zwischen 15. Oktober 1923 und 1938      | Eingliederung als Bestandteil des selbstständigen Gutsbezirks Rittergut Gröba in die Gemeinde Gröba (gehört seit 1923 zu Riesa) Umgliederung des Vorwerks Gut Gröba (vormals Oberreußen) in die Gemeinde Forberge |
| Oppitzsch, Gutsbezirk Rittergut                                                         | um 1922                                         | Eingliederung als des selbstständigen Gutsbezirks in die Gemeinde Oppitzsch |
| Unterreußen                                                                             | 1. September 1961                               | Eingemeindung nach Oppitzsch |
| Trebnitz, Vorwerk (Gutsbezirk Rittergut Strehla)                                        | um 1922                                         | Eingliederung als Bestandteil des selbstständigen Gutsbezirks Rittergut Strehla in die Gemeinde Görzig (die Schäferei Trebnitz wird in den Ortsteil Görzig eingegliedert) |
| Strehla, Gutsbezirk Rittergut                                                           | um 1922                                         | Teileingliederung des selbstständigen Gutsbezirks in die Gemeinde Görzig |

## Politik

### Stadtrat

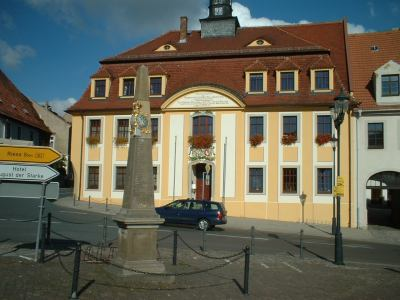
Rathaus

Folgende Ergebnisse wurden bei den Gemeinderatswahlen ab 1994 erreicht, alle Angaben in Prozent:
| Insgesamt 15 Sitze - BSW: 2 - FWG: 6 - CDU: 4 - AfD: 1 - FS: 2 | Jahr | FWG  | CDU  | AfD  | BSW  | FS  | Linke 1 | NPD  | SPD  | FDP  | DSU  |
| Insgesamt 15 Sitze - BSW: 2 - FWG: 6 - CDU: 4 - AfD: 1 - FS: 2 | 1994 | 07,3 | 58,1 | –    | –    | –   | 16,9    | –    | 11,3 | 04,6 | 01,7 |
| Insgesamt 15 Sitze - BSW: 2 - FWG: 6 - CDU: 4 - AfD: 1 - FS: 2 | 1999 | 10,2 | 55,0 | –    | –    | –   | 24,8    | –    | 10,1 | –    | –    |
| Insgesamt 15 Sitze - BSW: 2 - FWG: 6 - CDU: 4 - AfD: 1 - FS: 2 | 2004 | 15,8 | 45,6 | –    | –    | –   | 22,8    | –    | 08,0 | 07,8 | –    |
| Insgesamt 15 Sitze - BSW: 2 - FWG: 6 - CDU: 4 - AfD: 1 - FS: 2 | 2009 | 20,8 | 51,3 | –    | –    | –   | 16,3    | 05,6 | 06,0 | –    | –    |
| Insgesamt 15 Sitze - BSW: 2 - FWG: 6 - CDU: 4 - AfD: 1 - FS: 2 | 2014 | 31,4 | 35,0 | –    | –    | –   | 19,1    | 08,6 | 05,8 | –    | –    |
| Insgesamt 15 Sitze - BSW: 2 - FWG: 6 - CDU: 4 - AfD: 1 - FS: 2 | 2019 | 38,2 | 27,1 | 13,0 | –    | –   | 08,4    | 08,4 | 04,8 | –    | –    |
| Insgesamt 15 Sitze - BSW: 2 - FWG: 6 - CDU: 4 - AfD: 1 - FS: 2 | 2024 | 36,1 | 27,1 | 13,5 | 13,4 | 9,8 | –       | –    | –    | –    | –    |

Daraus ergaben sich folgende Sitzverteilungen im Stadtrat mit insgesamt 16 Sitzen:
| Jahr | FWG | CDU | AfD | BSW | FS | Linke 1 | NPD | SPD | FDP | DSU |
| ---- | --- | --- | --- | --- | -- | ------- | --- | --- | --- | --- |
| 1994 | 1   | 10  | –   | –   | –  | 3       | –   | 2   | 0   | 0   |
| 1999 | 1   | 10  | –   | –   | –  | 4       | –   | 1   | –   | –   |
| 2004 | 2   | 08  | –   | –   | –  | 4       | –   | 1   | 1   | –   |
| 2009 | 3   | 09  | –   | –   | –  | 2       | 1   | 1   | –   | –   |
| 2014 | 5   | 06  | –   | –   | –  | 3       | 1   | 1   | –   | –   |
| 2019 | 7   | 05  | 2   | –   | –  | 1       | 1   | 0   | –   | –   |
| 2024 | 6   | 4   | 1   | 2   | 2  | –       | –   | –   | –   |     |

### Bürgermeister
Jörg Jeromin von der Freien Wählergemeinschaft Strehla (FWG) ist seit dem 12. September 2015 der amtierende Bürgermeister der Stadt Strehla.
Er hat folgende Amtsvorgänger (unvollständige Aufzählung):
- seit 2015: Jörg Jeromin (FWG)
- 2008–2015: Harry Güldner (CDU)[21]
- 1990–2008: Andreas Haberland (CDU)[22][23]
- 1956–1990: Helmut Kühne (SED, später PDS)[24][25][26]
- 1843–1859: Julius Scharre (demokratische Bewegung)[27]

| Wahl | Bürgermeister     | Vorschlag | Wahlergebnis (in %) |
| ---- | ----------------- | --------- | ------------------- |
| 2022 | Jörg Jeromin      | FWG       | 87,1                |
| 2015 | Jörg Jeromin      | FWG       | 86,7                |
| 2008 | Harry Güldner     | CDU       | 63,4                |
| 2001 | Andreas Haberland | CDU       | 66,2                |

### Städtepartnerschaften
Die Stadt Strehla unterhält seit den 1970er Jahren eine Städtepartnerschaft mit der polnischen Stadt Jedlina-Zdrój und seit  1990 eine Städtepartnerschaft mit der hessischen Stadt Pohlheim.

### Wappen
Blasonierung:
In Rot ein torloser zinnengekrönter spitzbedachter silberner Turm mit goldenem Knauf, vorn begleitet von einem sechsstrahligen gekanteten goldenen Stern, hinten von einem goldenen Pfeil.
Der Pfeil (altsorbisch strěla) lässt ein redendes Wappen vermuten. (Siehe auch Wappen Stralsunds.) Einen Wappennachweis gab es bereits am 1751 abgebrannten Rathaus. Das 1756 neu erbaute Rathaus wurde wieder mit dem Wappen geschmückt. Eine endgültige Form erhielt es im Jahre 1912 im Zusammenhang der Überprüfung und Neugestaltung der Wappen und Siegel der sächsischen Städte.

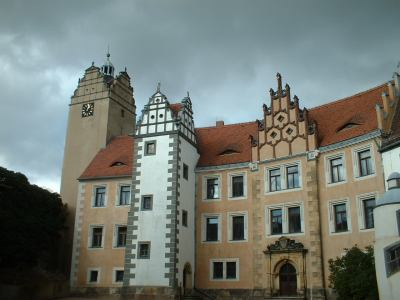
Burg Strehla

## Sehenswürdigkeiten

### Bauwerke
- spätgotische Stadtkirche „Zum heiligen Leichnam“, aus dem 15. Jahrhundert (Anfänge vor 1209), mit kunstgeschichtlich einzigartiger tönerner Kanzel von 1565 und dem Epitaph des Hans von Beschwitz († 1496)
- Schloss Strehla (im Renaissancestil, 15./16. Jahrhundert)
- Tierpark
- Turmwindmühle, jetzt Jugendherberge
- historischer Markt mit dem barocken Rathaus (1756 Wiederaufbau nach Brand im Jahr 1751[29]) und der alten Apotheke sowie der rekonstruierten kursächsischer Postdistanzsäule von 1729[29]
- Kirche im Ortsteil Paußnitz, Saalkirche von 1886 unter Verwendung des gotischen Westturms vom Vorgängerbau

### Der Nixstein

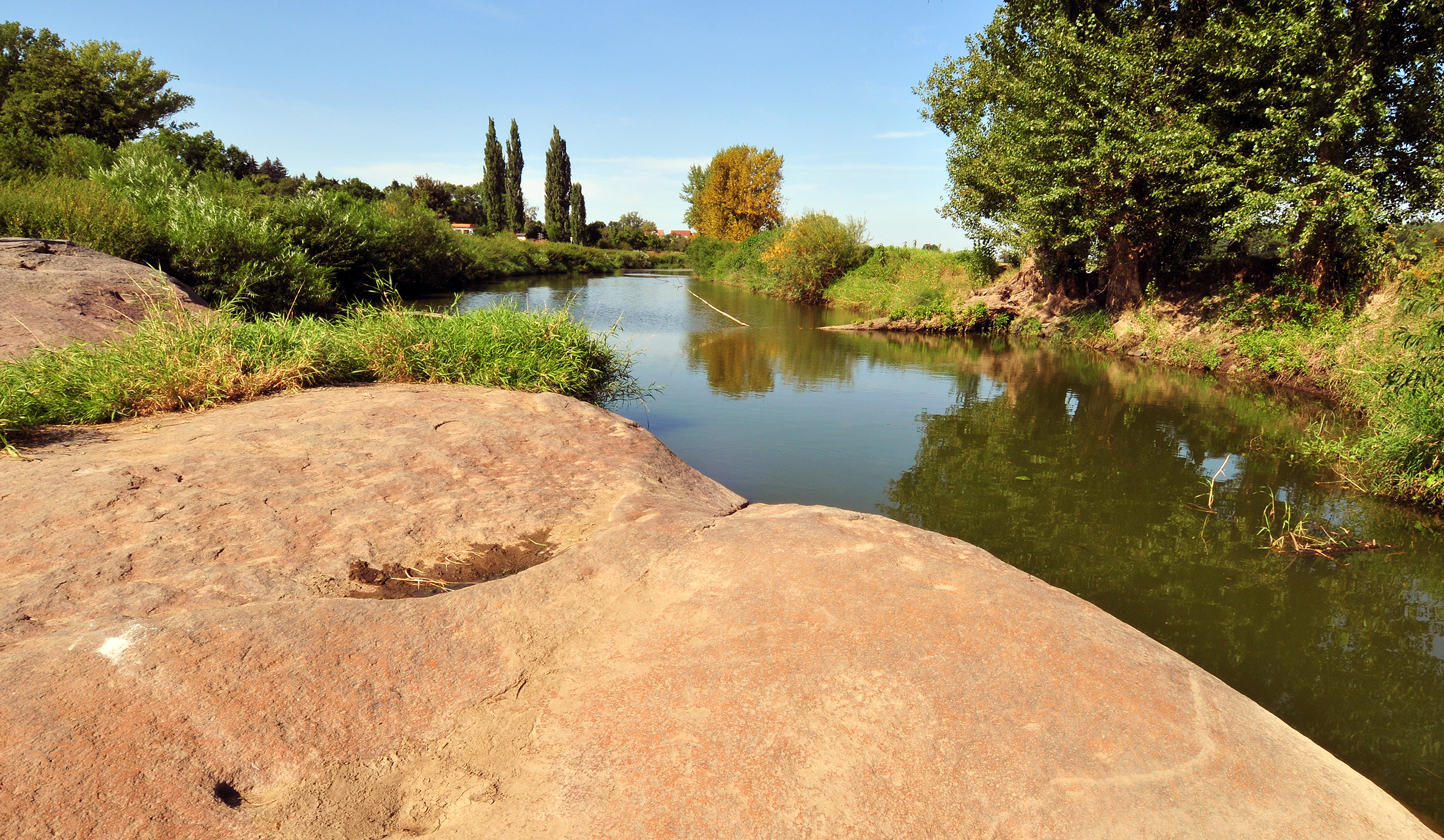
Der Rest vom Nixstein steht in Strehla seitlich des Elbweges Am Nixstein an einem toten Elbarm.

Unterhalb der Elbe liegt zwischen Strehla und Cottewitz ein breiter Granitfelsen: der Nixstein. Er ragte früher in einer Breite von über acht Metern (sechzehn Ellen) bis zur Mitte des Flusses aus dem Wasser, gefährdete die Schifffahrt, verursachte Eissperren mit daraus folgendem Hochwasser und war Anlass für eine ätiologische Erzählung, die den Namen Nixstein durch Wohnungen von Nixen im Granitfelsen erklärte. Johannes Herrmann vermutet, dass Sand und Geröll aus dem Rietzschebach, der neben dem Nixstein in die Elbe mündete, vor tausend Jahren eine Furt zwischen den Elbufern von Strehla und Lorenzkirch geschaffen habe.
Versuche, den Nixstein in der Elbe in den Jahren 1870, 1904, 1908, 1911 und 1929 wegzusprengen, waren nicht sehr erfolgreich, bis im Jahr 1936 große Sprengungen unter Wasser schließlich eine gefahrlose Schifffahrt ermöglichten. Bei diesen Sprengungen entstanden Wassersäulen von sechzig bis achtzig Metern Höhe. Die Oberkante der höchsten Nixsteinriffe liegt jetzt bei dem Pegelstand 121 des Pegels Strehla auf einer Höhe von 87,68 Meter über NN. Bei Niedrigwasser mit einem geringeren Pegelstand tauchen die Nixsteine aus der Elbe auf. Das geschah beispielsweise im September 1992 beim Pegelstand 116, 1993 beim Pegelstand 112 und 1994 beim Pegelstand 111. Auf der Lorenzkircher Seite stand in der Elbe an der kleinen Fähre ein Hungerstein, dessen Oberfläche bei dem Pegelstand 132 des Pegels Strehla auf einer Höhe von 87,80 Meter über NN gelegen hat. Er wurde 1932 beim Anlegen des toten Elbarmes entfernt. Auf Stichen des 19. Jahrhunderts ist er abgebildet.
Am Elbufer von Strehla steht seitlich des Elbweges Am Nixstein ein erhalten gebliebener Granitblock des Nixsteins an einem toten Elbarm. In der Laurentiuskirche von Lorenzkirch befindet sich der von Theodor Paul gespendete und von dem Bildhauer Johannes Seiler gestaltete Taufengel mit Taufschale aus Bronzeguss, der auf einem Sockel aus Granit steht. Dieser Granitsockel wurde 1909 in der Elbe in einer Taucherglocke aus dem Nixstein gebrochen.
Ein Deichbruch am 16. August 2002 während des Jahrhunderthochwassers am Lorenzkircher Ufer könnte durch einen vom Nixstein hervorgerufenen Strudel verursacht worden sein. Dabei wurden rund dreißig Meter des Deiches weggespült, und es entstand im Erdboden ein Krater mit einem Durchmesser von fünfunddreißig Metern und einer Tiefe von zwölf Metern.

### Denkmäler und Gedenkstätten
- In Kreinitz befindet sich ein Museum mit Ausstellungsstücken zu den Ereignissen am 25. April 1945 und ihrer Wirkungsgeschichte. Denkmale zur Erinnerung an die erste Begegnung russischer und amerikanischer Truppen im April 1945 stehen an der Abfahrt der Fähre von Strehla (1995 eingeweiht), vor dem Friedhof von Lorenzkirch, am Elbufer von Kreinitz und in Torgau.
- Eine Grabstätte und eine Gedenktafel auf dem Ortsfriedhof erinnern an 13 unbekannte KZ-Häftlinge eines Todesmarsches aus dem Stammlager (Stalag) VIII C von Żagań, die hier begraben wurden.
- Ein Ehrenfriedhof mit VVN-Gedenkstein erinnert an fünf sowjetische Kriegsgefangene, die im Zweiten Weltkrieg Opfer von Zwangsarbeit wurden.

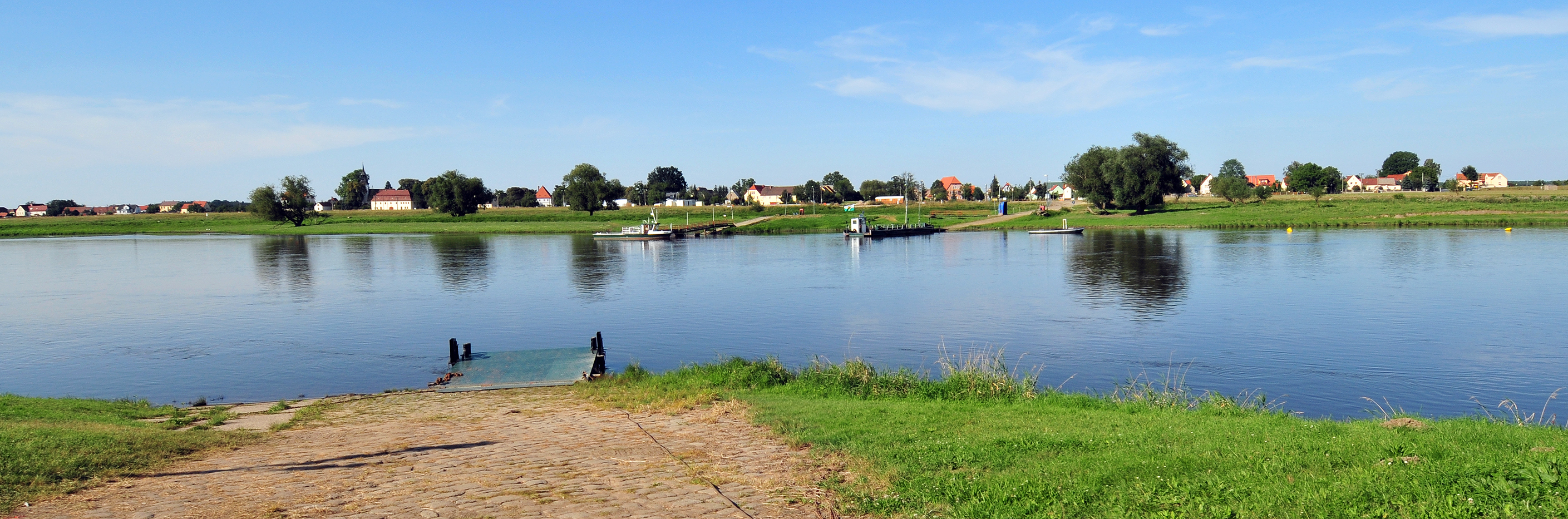
Blick über die Elbe nach Lorenzkirch mit Autofähre und Personenfähre

## Wirtschaft und Infrastruktur

### Wirtschaft
Klein- und mittelständischen Unternehmen prägen das Wirtschaftsleben der Kleinstadt Strehla. In der DDR arbeitete im Ort u. a. der VEB Montana Chemische Fabrik Strehla, vormals Montana AG.

### Straßen
Strehla liegt an der Bundesstraße 182, die die Lutherstadt Wittenberg mit Riesa verbindet.
Des Weiteren liegt Strehla an der Via Regia (speziell der Abschnitt Via Regia Lusatiae Superioris), die Görlitz mit Leipzig verbindet. Von Lorenzkirch mit der Fähre übergesetzt, kann man die Stadt durch das Elbtor betreten und dann auf die ausgeprägte Hochterrasse steigen, auf der die Stadt liegt. Strehla verlässt man auf der Straße über Leckwitz nach Liebschützberg. Dieser Weg ist als „Alte Salzstraße“ bekannt und gibt das authentische Empfinden einer mittelalterlichen Handelsstraße wieder, die wegen der versumpften Täler meist auf Höhenzügen verlief. Vom Bergrücken absteigend, erreicht man zunächst Lampertswalde und danach Dahlen.
Die nächsten Elbbrücken befinden sich in Riesa, ca. 7 km flussaufwärts, sowie in Mühlberg, ca. 12 km flussabwärts.

### Eisenbahn
Friedrich List hatte für die Streckenführung der ersten deutschen Ferneisenbahn ursprünglich die Elbüberquerung bei Strehla vorgesehen, aber der Rat der Stadt lehnte das ab. Ursache dürfte die finanzielle Belastung sowie die Haltung der Familie von Pflugk gewesen sein. So wurde die Bahnlinie 1839 durch das kleinere Riesa gelegt, zumal das höhere Elbufer einen besseren Schutz vor Überschwemmungen bot. Riesa, anfangs noch ohne Stadtrecht, wuchs sprunghaft und Strehla verlor an Bedeutung: Das Zollamt wurde 1860 nach Riesa verlegt und 1883 folgte das Königliche Gerichtsamt.
Bald sahen die Strehlaer den begangenen Fehler ein und bemühten sich um Anschluss an das Eisenbahnnetz, in der Hoffnung auf Industrieansiedlungen. 1883 wurde der Ständeversammlung des Königreiches Sachsen eine entsprechende Petition überreicht, unterschrieben von 18 Stadt- und Landgemeinden sowie neun Rittergutsbesitzern. Erst 1890 genehmigte das Finanzministerium den Bau und bewilligte 950.000 Mark.
Aus dem Strehlaer Wochenblatt:

„Es schien alles wie umgewandelt, sämtliche Häuser hatten geflaggt. Behäbige und sonst bedächtig dahinschreitende Bürger sah man flüchtigen Schrittes durch die Straßen eilen, während von Seiten der Schützengesellschaft Böllerschüsse gelöst wurden. Zur Arbeit war fast nirgends mehr die gehörige Lust vorhanden…“

1891 konnte die Schmalspurbahn nach Oschatz mit 750 mm Spurweite eingeweiht werden. Die Kosten betrugen nur 708.885 Mark, deutlich weniger als bewilligt. Statt der ursprünglich geplanten 19 km langen Strecke, die acht größere Ortschaften und einen Steinbruch berührt hätte, wurde aus Kostengründen nur die kürzestmögliche Verbindung von 12 km Länge gebaut, die nur zwei unbedeutende Siedlungen berührte. Deshalb blieben die Passagierzahlen und auch das Frachtaufkommen gering. Zeitweise fuhren nur zwei Züge am Tag. So wurde die Bahnlinie Oschatz-Strehla zur unrentabelsten Schmalspurbahn Sachsens. Die Hoffnung auf Industrieansiedlungen in Strehla blieb weitgehend unerfüllt. Nach dem letzten Betriebstag am 31. Januar 1972 wurde die Strecke bis zum Mai 1972 zurückgebaut.

### Wasserstraßen
Strehla liegt an der Elbe, hat anders als die benachbarte Stadt Riesa jedoch keinen Hafen. Der Fluss kann mit einer Fähre nach Lorenzkirch überquert werden.

## Persönlichkeiten
- Johannes Andreas Planer (um 1655–1714), Mathematiker
- Friedrich Hofmeister (1782–1864), Verleger
- Carl Gottlieb Berger (1764–1824), Pfarrer und Botaniker
- Ludwig Kergel (1814–1874), Maler, Zeichner und Grafiker
- Theodor Schreiber (1848–1912), Professor für Archäologie in Leipzig
- Paul Schreiber (1848–1924), Direktor der Sächsischen Landeswetterwarte
- August Hermann Lange (1867–1922), Automobilentwickler
- Martin Tille (1883–1956), Landschaftsmaler, wirkte als Hilfslehrer an der Bürgerschule
- Martin Franke (1913–1985), Politiker (SED), stellvertretender Minister für Post- und Fernmeldewesen der DDR
- Erich Grabowski (* 1917), Politiker (DBD), LPG-Vorsitzender in Görzig
- Hans Prescher (1926–1996), Geologe und Museumsdirektor
- Heinz Kuhrig (1929–2001), Minister für Land-, Forst- und Nahrungsgüterwirtschaft der DDR
- Gottfried Kretzschmar (1930–2001), Professor für praktische Theologie in Leipzig
- Werner Unger (1931–2002), Fußballspieler
- Maximilian Arnold (* 1994), Fußballspieler